# Doliolina separata
Doliolina separata är en ryggsträngsdjursart som beskrevs av Takasi Tokioka och D. Berner 1958. Doliolina separata ingår i släktet Doliolina och familjen tunnsalper. Inga underarter finns listade i Catalogue of Life.